# Kisherend, Baranya
Kisherend este un sat în districtul Pécs, județul Baranya, Ungaria, având o populație de 191 de locuitori (2011). 

## Demografie
Componența etnică a satului Kisherend
     Maghiari (97,81%)
     Romi (2,19%)
Componența confesională a satului Kisherend
     Romano-catolici (51,31%)
     Fără religie (9,95%)
     Reformați (2,09%)
     Necunoscută (36,65%)
     Alte religii (2,09%)
Conform recensământului din 2011, satul Kisherend avea 191 de locuitori. Din punct de vedere etnic, majoritatea locuitorilor (97,81%) erau maghiari, cu o minoritate de romi (2,19%).  Din punct de vedere confesional, majoritatea locuitorilor (51,31%) erau romano-catolici, existând și minorități de persoane fără religie (9,95%) și reformați (2,09%). Pentru 36,65% din locuitori nu este cunoscută apartenența confesională.